# Здания Московского купеческого общества

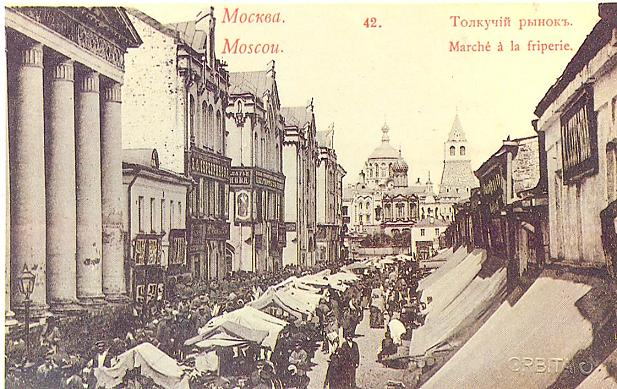
Изображение Толкучего рынка до пожара 1881 года. Слева видны фасады четырёх корпусов комплекса, XIX век

Зда́ния Моско́вского купе́ческого о́бщества (Обще́ственный двор МКО) — комплекс зданий, возведённый в 1882—1883 годах для Московского купеческого общества по проекту архитектора Бориса Фрейденберга. Расположен на Новой площади в Москве.

## История
В XV веке на территории современной Новой площади находился плацдарм — свободная от застройки территория, используемая для обороны Московской крепости. В 1534—1538 годах по указу Елены Глинской была возведена Китайгородская стена, выполняющая роль дополнительного укрепления города. Территория бывшего плацдарма оказалась с внутренней стороны стены, в новообразованном районе Китай-город. В XVII веке землю приобрёл дьяк Тихон Бомосов, впоследствии продавший её купцу 1-й купеческой гильдии А. М. Туфанову.
В 1783 году на территории открыли Толкучий рынок, для размещения которого было возведено около двухсот деревянных лавок. В 1798-м землю выкупил владелец сельца Воскресенское Николай Дмитриевич Пашков. В 1805 году Пашков передал территорию Московскому купеческому обществу при условии, что получаемые обществом деньги от пользования землёй пойдут на обеспечение Андреевской богадельни.
Толкучий рынок сильно пострадал во время пожара 1812 года. Спустя несколько лет после его восстановления территория площади вместе с близлежащими зданиями была прозвана «Пашков двор» — в честь Николая Пашкова. В 1831—1832 годах Московское купеческое общество заменило длинные деревянные переходы рынка на лавки галерейного типа, выполненные в стиле московский ампир.
В 1881 году на рынке случился сильный пожар, полностью уничтоживший как лавки, так и соседние с площадью строения. По этой причине Пашков двор был переведён на новое место в Садовниках, за Большим Устьинским мостом. На освободившейся от рынка территории Московское купеческое общество решило возвести комплекс доходных домов, используемых под сдачу. К 1881 году архитектор Борис Фрейденберг спроектировал план пяти зданий, четыре из которых выходили на Новую площадь, а пятое — в Большой Черкасский переулок (дом № 7).
Строительство продолжалось с 1882 по 1883 год. В результате были возведены трёхэтажные кирпичные строения с неоштукатуренными фасадами, выполненные в стиле входивших в Ганзейский союз средневековых немецких городов. Также в оформлении фасадов присутствуют элементы готического стиля. Изначально Фрейденберг планировал возвести вокруг зданий ограду с высокими стрельчатыми воротами, однако проект так и не был реализован.
В 1900-е годы Московское купеческое общество приняло решение увеличить объёмы зданий. По этой причине в 1904-м по проекту архитектора Г. Е. Попова был надстроен четвёртый этаж дома № 8, выходящего на Новую площадь. Вплоть до революции 1917 года здания сдавались под магазины, рабочие конторы и квартиры, а подвалы использовались как складские помещения. В конце 1920—1930-х годов были надстроены ещё два корпуса на Новой площади.
В рамках программы Сталинской реконструкции Москвы в 1930 году вплотную прилегавшая к комплексу Китайгородская стена была снесена. С этого момента задние фасады зданий стали парадным украшением Новой площади. Впоследствии в строении 2 дома № 10 расположили общежитие Этнологического факультета МГУ. С 2011 года в этом здании размещается штаб-квартира Русского географического общества.